# Adapsilia dorsocentralis
Adapsilia dorsocentralis är en tvåvingeart som först beskrevs av Erich Martin Hering 1940.  Adapsilia dorsocentralis ingår i släktet Adapsilia och familjen Pyrgotidae. Inga underarter finns listade i Catalogue of Life.